# Ibn Abd el-Barr
Ibn Abd el-Barr (en arabe : ابن عبد البر, Ibn ʿAbd al-Bar), né le 10 novembre 978 à Cordoue (taïfa de Cordoue) et mort début février 1071 à Shatiba (taïfa de Dénia), est un érudit de l'islam de la première période de taïfas.

## Nom
Son ism (prénom) est Youssouf et son konya (surnom) Abou-Omar (« père d'Omar »). Son nasab (filiation) est Youssouf ibn Abd-Allah ibn Mohammed ibn Abd el-Barr. Son nisba (origine) el-Namari indique qu'il appartient à la tribu de Namir ibn Kassit, el-Andalousi qu'il est d'al-Andalus et el-Kourtoubi qu'il est né à Cordoue. Son lakab (nom honorifique) d’el-Maliki veut dire qu'il suivait le rite de l'école malékite.

## Biographie

### Origines familiales
Youssouf naît le 10 novembre 978 (5 rabi-el-thany 368 de l'Hégire) à Cordoue, à l'époque de l'apogée du califat éponyme. Youssouf est issu de la  tribu arabe de Amir Ibn Qasi
Son père, Abd-Allah, était l'un des principaux oulémas cordouan en récitation du Coran, pour son exégèse, en droit islamique et en hadîth, et son grand-père paternel, Mohammed ibn Abd el-Barr, était un important maître soufi.

### Études et professorat
Ibn Abd el-Barr reçoit d'abord un enseignement par son père et son grand-père. Après ces études primaires, il est élève d'Abbas ibn Asbag el-Hamadani et d'Abd-el-Rahman ibn Abân. Il étudie ensuite le djadal et la Sîra (vie et personnalité de Mahomet) avec d'autres professeurs éminents tel qu'Ibn el-Faradi. Ibn Abd el-Barr s'intéressa aussi à la géographie, les mathématiques, la médecine et l'astrologie, et parmi ses élèves figurent Ibn Hazm, qui fut aussi son condisciple et ami, ou El-Homaydi. Ibn Abd el-Barr suivait le rite malékite, mais préférait l'école chaféite sur certaines questions.
Ibn Abd el-Barr acquit une grande renommée, au point qu'Ibn Ayyâd qualifiait le XIe siècle de « siècle d'Ibn Abd el-Barr ». Ibn Taymiyya s'opposa à l'affirmation d'Ibn Abd el-Barr que le calife Ali ibn Abi Talib, cousin-gendre de Mahomet, était supérieur aux autres compagnons, et l'accusa d'être pro-chiite car il n'y a aucun hadith concernant une supériorité d'Ali sur les autres.

### Auprès des princes andalous
En raison de sa réputation, il fut appelé par plusieurs princes de son temps : il se rend à Dénia pour vivre auprès de Mujahid al-Amiri jusqu'à la mort de celui-ci en 1044. Il est appelé par le prince aftaside Mohammed el-Muzaffar à Badajoz, qui le nomme cadi de Lisbonne et Santarem. Lors des conflits entre les princes andalous, Ibn Abd el-Barr s'en alla pour Valence, sous la protection du prince du taïfa, Abd-el-Aziz ibn Abd-el-Rahmân el-Mansour, un amiride.

### Fin de vie
Après la mort d'Abd-el-Aziz en 1061, Ibn Abd el-Barr passe ses dix dernières années dans sa résidence, à Shatiba et meurt début février 1071 (fin rabi-el-thany 463 de l'Hégire). Il enseignait dans le jardin de sa maison, qui fut surnommé Bostân Ibn Abd el-Barr (« jardin d'Ibn Abd el-Barr »).

## Descendance
Le fils d'Ibn Abd el-Barr, Abd-Allah, deviendra vizir du roi de Séville Abbad II, et est reconnu à son époque dans les domaines de la littérature et de la rhétorique. Abd-Allah sera emprisonné pendant quelque temps, avant que son père ne réussisse à le faire libérer. Sa fille Zaynab l'a suivi dans ses voyages en Espagne et est considérée comme une narratrice fiable de hadiths. Son petit-fils Abd-Allah deviendra l'un des principaux savants d'Andalousie et du Maghreb.